# Règle du carabinier
 (décembre 2014).
Si vous disposez d'ouvrages ou d'articles de référence ou si vous connaissez des sites web de qualité traitant du thème abordé ici, merci de compléter l'article en donnant les références utiles à sa vérifiabilité et en les liant à la section « Notes et références ».

Schéma de la règle du carabinier

La règle du carabinier est une « règle pratique » qui permet à un tireur d’utiliser avec précision un fusil réglé pour le tir horizontal sur une cible placée en hauteur ou en contrebas.
La règle fournit une portée horizontale équivalente pour atteindre une cible à une distance connue (appelée la distance oblique). Pour qu'une balle frappe une cible à une distance oblique de {\displaystyle R_{S}} et une inclinaison {\displaystyle \alpha }, les organes de visée de la carabine doivent être ajustés comme si le tireur visait une cible à une distance horizontale de {\displaystyle R_{H}=R_{S}\cos(\alpha )}. La règle vaut pour les inclinaisons positives et négatives (tous les angles sont mesurés par rapport à l'horizontale).
Strictement parlant, la règle du carabinier est une approximation, qui ne s'applique vraiment bien que pour les petits angles généralement impliqués dans le tir. Elle suppose aussi que la balle se déplace dans le vide. Cependant, les données empiriques suggèrent que la règle fonctionne avec une précision satisfaisante dans l'air, aussi bien avec les munitions d'armes à feu qu'avec les flèches.

## Source de la traduction
- (en) Cet article est partiellement ou en totalité issu de l’article de Wikipédia en anglais intitulé « Rifleman's rule » (voir la liste des auteurs).